# Chautauqua County (New York)
Chautauqua County ist ein County im Bundesstaat New York der Vereinigten Staaten. Bei der Volkszählung im Jahr 2020 hatte das County 127.657 Einwohner und eine Bevölkerungsdichte von 46,5 Einwohnern pro Quadratkilometer. Der Verwaltungssitz (County Seat) ist Mayville.

## Geographie
Chautauqua County liegt am südöstlichen Ufer des Eriesees als Teil der hochgelegenen Ebene zwischen den Green Mountains im Osten und den Rocky Mountains. Das County hat eine Fläche von 3885,5 Quadratkilometern, wovon 1139,5 Quadratkilometer Wasserfläche sind (größtenteils Anteile des Erie-Sees). Es gibt keine wesentlichen Erhebungen oder große Wasserläufe; die größte Wasserfläche des Countys, der Chautauqua Lake ist allerdings so groß, dass sie ein eigenes Verwaltungsgebiet unter der Obhut des County, ein „Unorganized Territory“, bildet. Die wichtigsten Siedlungen sind die Stadt Jamestown mit einigen Randsiedlungen im Süd-Osten des Countys sowie die Hafenstadt Dunkirk mit der Nachbarstadt Fredonia im Nordosten des Gebietes. Der Interstate 86 durchquert das County in Ost-West-Richtung; einige Bahnlinien und kleinere Flughäfen ergänzen die Verkehrsanbindungen.

### Umliegende Gebiete
| Erie-See            | Erie-See              | Erie County (N.Y.) |
| Erie-See            |                       | Cattaraugus County |
| Erie County (Penn.) | Warren County (Penn.) |                    |

## Geschichte
Die ältesten Überreste vorgeschichtlicher Besiedlung sind die Mounds, runde Grab- oder Zeremonienhügel, -gräben und -wälle, die sich in Chautauqua County und den umliegenden Gebieten finden. Über ihre Erbauer ist sehr wenig bekannt, weil es keine schriftlichen oder mündlichen Überlieferungen zu ihnen gibt. Zwischen dem 13. und dem Ende des 17. Jahrhunderts war das Areal Siedlungsgebiet der Erie-Indianer, nach denen auch der See und angrenzende Countys, deren Flächen ebenfalls zu den Siedlungsgebieten dieses Volkes gehörten, benannt ist.
Als europäische Siedler ab etwa dem zweiten Drittel des 18. Jahrhunderts die Gegend erforschten, trafen sie hier in erster Linie auf Huronen, einem Stamm der Irokesen, die die Gebiete rund um Erie- und Ontariosee bewohnten. Im Osten und Süden waren die Seneca sesshaft; im Gegensatz zu den kriegerischen Irokesenstämmen galten sie als neutral den europäischen Kolonisten eingestellt. Verhandlungen mit ihnen, die um 1790 stattfanden, sicherten die östlichen Gebiete den Siedlern durch Verkauf und Verhandlungen zu; mit den Huronen, die im Gebiet Chautauquas vorherrschten, gelang dies nicht. Die daraus entstehenden Feindseligkeiten hier und auf kanadischer Seeseite fanden ihren Widerhall in vielen Erzählungen, von denen z. B. die Lederstrumpf-Romane noch heute bekannt ist und das Bild der Besiedlung dieses Teils der „Neuen Welt“ prägen.
Bereits ab 1625 versuchten französische Jesuiten, die von Kanada in aus das Gebiet südlich der Großen Seen vordrangen, Missionierungsarbeit zu betreiben und feste Niederlassungen zu errichten. Sie stießen bei den Ureinwohnern aber auf weitgehendes Unverständnis und zum Teil auch auf bewaffneten Widerstand. Nach der Übernahme der ursprünglich holländischen Kolonie New York durch die Briten im Jahr 1664, dem starken Rückgang der Bevölkerungszahl der Huronen durch eine Pockenepidemie und Kriege zwischen den Stämmen sowie dem Zurückdrängen französischer Interessen aus der Region wurde der militärische Druck auf die feindseligen Indianerstämme verstärkt und schließlich gebrochen. Große Teile der Ebenen zwischen Hudson und Eriesee wurden als Phelps and Gorham Purchase an eine Landerschließungs-Firma verkauft und später als Holland Purchase von einer anderen Firma übernommen.
Staatlich-politische Strukturen bildeten sich in der Gegend aufgrund der geringen Zahl von Siedlern erst ab etwa 1800. Zunächst wurde die Fläche 1802 als Teil des Genesee County unter Verwaltung gestellt, das mehrfach unterteilt wurde, als die Einwohnerzahlen in manchen Bereichen deutlich anstieg. So wurde Chautauqua County am 11. März 1808 von Genesee County abgeteilt und unter eigene Verwaltung gestellt.

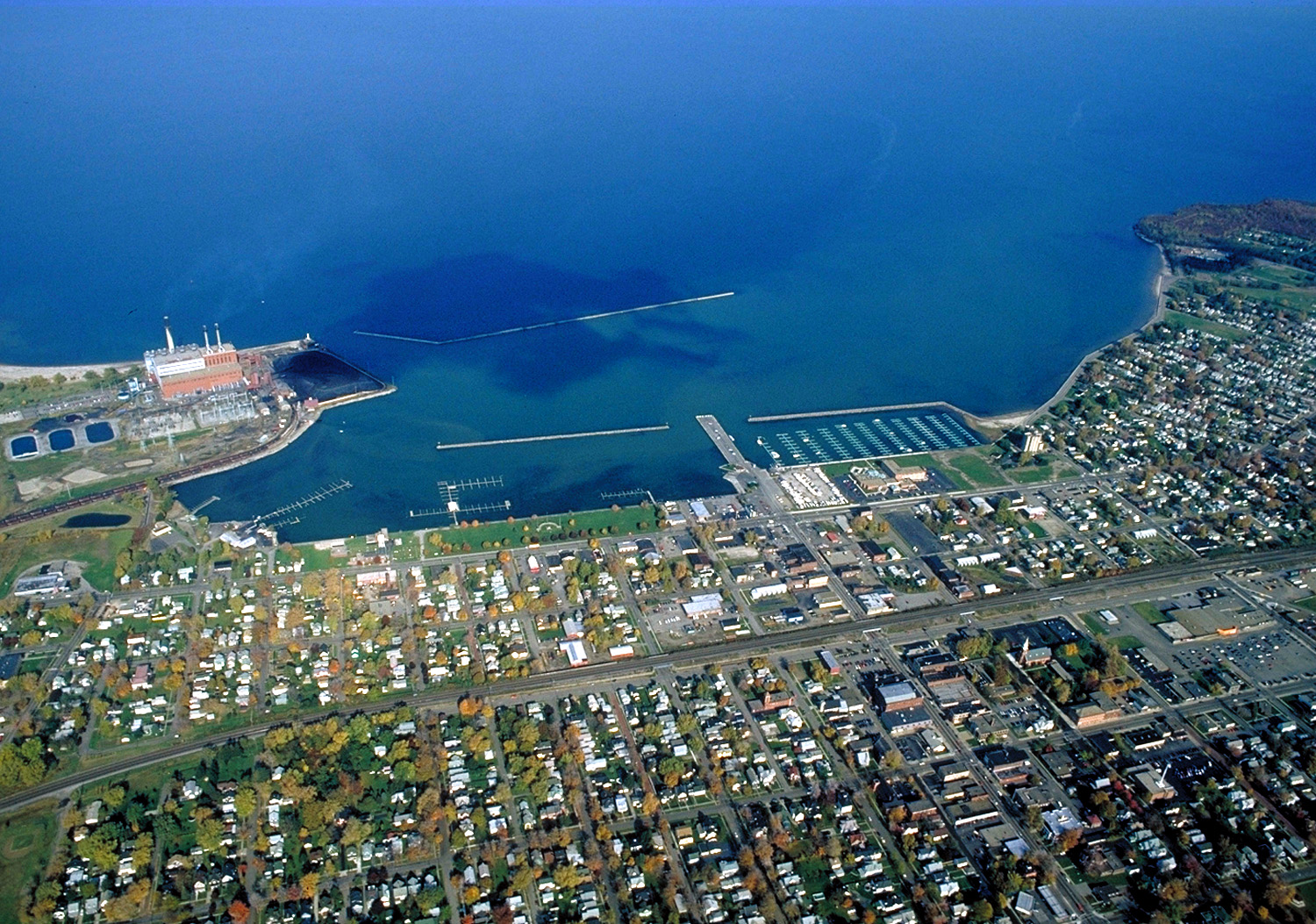
Luftaufnahme von Dunkirk (1992)

Während die Handelsschifffahrt auf den Großen Seen nach der Eröffnung des Eriekanals und nachfolgend der Erie Railroad aufblühte und, wie in vielen anderen Countys um die Seen herum, zur Herausbildung einer großen Hafenstadt (Dunkirk) sowie einer Industrieansiedlung an der Bahnstrecke (Jamestown) führte, blieb der größte Teil der Fläche des Countys landwirtschaftlich genutzt. Aufgrund der Bodenbeschaffenheit, die nur bedingt den Anbau von Feldfrüchten zuließ, entstanden in erster Linie Weideflächen für Milchvieh sowie milchverarbeitende Betriebe, die diese Produkte haltbar und für den Transport über größere Strecken nutzbar machten, namentlich Käsereien. Für die Fleischversorgung der sich entwickelnden Großstädte an der Atlantikküste und an den Seen wurde dagegen der Lebendtransport der Tiere, insbesondere mit der Bahn, zu Schlachthäusern in der Nähe der zu versorgenden Städte organisiert.
Seit etwa Mitte der 1960er Jahre ist eine deutliche Abwanderungsbewegung der Bevölkerung, insbesondere aus den ländlichen Gebieten, in die Zentren entlang der Seen und der Ostküste zu beobachten.

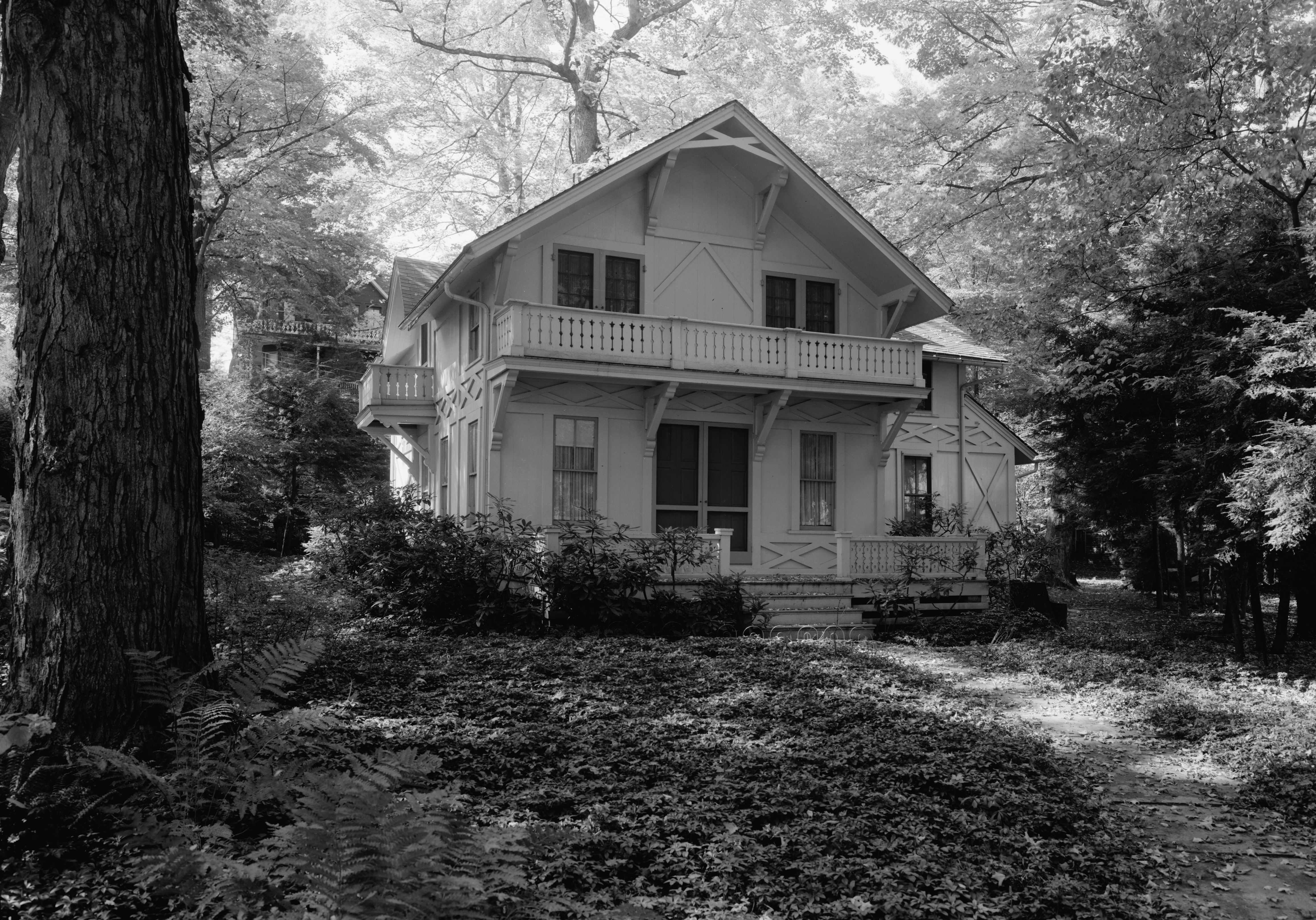
Lewis Miller Cottage (1967)

Zwei Orte haben den Status einer National Historic Landmark, der Chautauqua Historic District und das Lewis Miller Cottage. 43 Bauwerke und Stätten des Countys sind insgesamt im National Register of Historic Places eingetragen (Stand 18. Februar 2018).

### Einwohnerentwicklung
| Jahr      | 1800    | 1810    | 1820    | 1830    | 1840    | 1850    | 1860    | 1870    | 1880    | 1890    |
| --------- | ------- | ------- | ------- | ------- | ------- | ------- | ------- | ------- | ------- | ------- |
| Einwohner |         |         | 12.568  | 34.671  | 47.975  | 50.493  | 58.422  | 59.327  | 65.342  | 75.202  |
| Jahr      | 1900    | 1910    | 1920    | 1930    | 1940    | 1950    | 1960    | 1970    | 1980    | 1990    |
| Einwohner | 88.314  | 105.126 | 115.348 | 126.457 | 123.580 | 135.189 | 145.377 | 147.305 | 146.925 | 141.895 |
| Jahr      | 2000    | 2010    | 2020    | 2030    | 2040    | 2050    | 2060    | 2070    | 2080    | 2090    |
| Einwohner | 139.750 | 134.905 | 127.657 |         |         |         |         |         |         |         |

## Städte und Gemeinden
| Ortschaft               | Status                | Einwohner (2010) | Gesamte Fläche [km²] | Landfläche [km²] | Bevölkerungsdichte [Einwohner / km²] | Gründung      | Besonderheit                                         |
| ----------------------- | --------------------- | ---------------- | -------------------- | ---------------- | ------------------------------------ | ------------- | ---------------------------------------------------- |
| Arkwright               | Town                  | 1.061            | 92,5                 | 92,4             | 11,5                                 | 30. Apr. 1829 |                                                      |
| Busti                   | Town                  | 7.351            | 123,9                | 123,9            | 59,3                                 | 16. Apr. 1823 |                                                      |
| Carroll                 | Town                  | 3.524            | 86,4                 | 86,3             | 40,8                                 | 25. März 1825 |                                                      |
| Cattaraugus Reservation | Town                  | 38               | 7,2                  | 6,3              | 6,0                                  |               | liegt grenzübergreifend z. T. in Cattaraugus County  |
| Charlotte               | Town                  | 1.729            | 94,4                 | 94,4             | 18,3                                 | 18. Apr. 1829 |                                                      |
| Chautauqua              | Town                  | 4.464            | 174,0                | 173,8            | 27,7                                 | 11. Apr. 1804 |                                                      |
| Chautauqua Lake         | Unorganized Territory | 0                | 53,6                 | 0,0              | 0,0                                  |               |                                                      |
| Cherry Creek            | Town                  | 1.118            | 94,9                 | 94,9             | 11,8                                 | 4. Mai 1829   |                                                      |
| Clymer                  | Town                  | 1.698            | 93,7                 | 93,4             | 18,2                                 | 9. Feb. 1821  |                                                      |
| Dunkirk                 | City                  | 12.563           | 11,8                 | 11,7             | 1.077,4                              |               |                                                      |
| Dunkirk                 | Town                  | 1.318            | 16,3                 | 16,1             | 81,7                                 | 17. Nov. 1859 |                                                      |
| Ellery                  | Town                  | 4.528            | 123,2                | 122,9            | 36,8                                 | 28. Feb. 1821 |                                                      |
| Ellicot                 | Town                  | 8.714            | 78,9                 | 78,9             | 110,5                                | 1. Juni 1812  |                                                      |
| Ellington               | Town                  | 1.643            | 94,7                 | 94,7             | 17,4                                 | 1. Apr. 1824  |                                                      |
| French Creek            | Town                  | 906              | 94,0                 | 93,9             | 9,6                                  | 23. Apr. 1829 |                                                      |
| Gerry                   | Town                  | 1.905            | 93,6                 | 93,6             | 20,4                                 | 1. Juni 1812  |                                                      |
| Hanover                 | Town                  | 7.127            | 128,1                | 127,4            | 56,0                                 | 1. Juni 1812  |                                                      |
| Harmony                 | Town                  | 2.206            | 118,0                | 117,6            | 18,8                                 | 14. Feb. 1816 |                                                      |
| Jamestown               | City                  | 31.146           | 23,5                 | 23,1             | 1.345,9                              | 19. Apr. 1886 | Als Village ab 1827, als Siedlung seit 1810 existent |
| Kiantone                | Town                  | 1.350            | 48,0                 | 47,6             | 28,3                                 | 16. Nov. 1853 |                                                      |
| Mina                    | Town                  | 1.106            | 94,1                 | 92,8             | 11,9                                 | 23. März 1824 |                                                      |
| North Harmony           | Town                  | 2.267            | 109,2                | 109,1            | 20,8                                 | 1919          |                                                      |
| Poland                  | Town                  | 2.356            | 95,5                 | 94,8             | 24,8                                 | 9. Apr. 1832  |                                                      |
| Pomfret                 | Town                  | 14.965           | 114,4                | 113,6            | 131,8                                | 11. März 1808 |                                                      |
| Portland                | Town                  | 4.827            | 88,5                 | 88,4             | 54,6                                 | 9. Apr. 1813  |                                                      |
| Ripley                  | Town                  | 2.415            | 126,6                | 126,3            | 19,1                                 | 1. März 1817  |                                                      |
| Sheridan                | Town                  | 2.673            | 96,6                 | 96,5             | 27,7                                 | 16. Apr. 1827 |                                                      |
| Sherman                 | Town                  | 1.653            | 94,3                 | 93,9             | 17,6                                 | 17. Apr. 1832 |                                                      |
| Stockton                | Town                  | 2.248            | 123,4                | 122,1            | 18,4                                 | 9. Feb. 1821  |                                                      |
| Villenova               | Town                  | 1.110            | 93,8                 | 93,5             | 11,9                                 | 24. Jan. 1823 |                                                      |
| Westfield               | Town                  | 4.896            | 122,4                | 122,2            | 40,1                                 | 19. März 1829 |                                                      |